# Reserva geobotánica Pululahua
La Reserva Geobotánica Pululahua (RGP) está a 25 kilómetros al norte de Quito, cerca de la Mitad del Mundo en la Provincia de Pichincha, de Ecuador. La reserva se encuentra en el interior y en las laderas del volcán del mismo nombre, siendo administrada por el Ministerio de Ambiente.
Tiene una extensión de 3383 hectáreas. Se sitúa en altitudes que varían de 1600 (Río Blanco) a 3256 (Cerro Sincholagua) m s. n. m. Su clima es moderadamente frío en las partes altas y al noroccidente es templado y subtropical, con temperaturas que varían de 13 a 15 °C. El verano va de junio a diciembre y el invierno de diciembre a junio. Las precipitaciones pluviométricas anuales, tomadas de las estaciones meteorológicas circundantes, oscilan entre los 1000 y 1600 milímetros, en la parte norte y noroeste, a los 140 y 470 mm registrados en Calacalí y San Antonio de Pichincha.
El Pululahua es un volcán apagado, pero activo, compuesto de tres domos, siendo uno de los cráteres habitados en el planeta y el tercero más grande con 12 km de diámetro. La comunidad que se asienta en el cráter del volcán está constituida por unas 40 familias que viven de la agricultura y la ganadería.

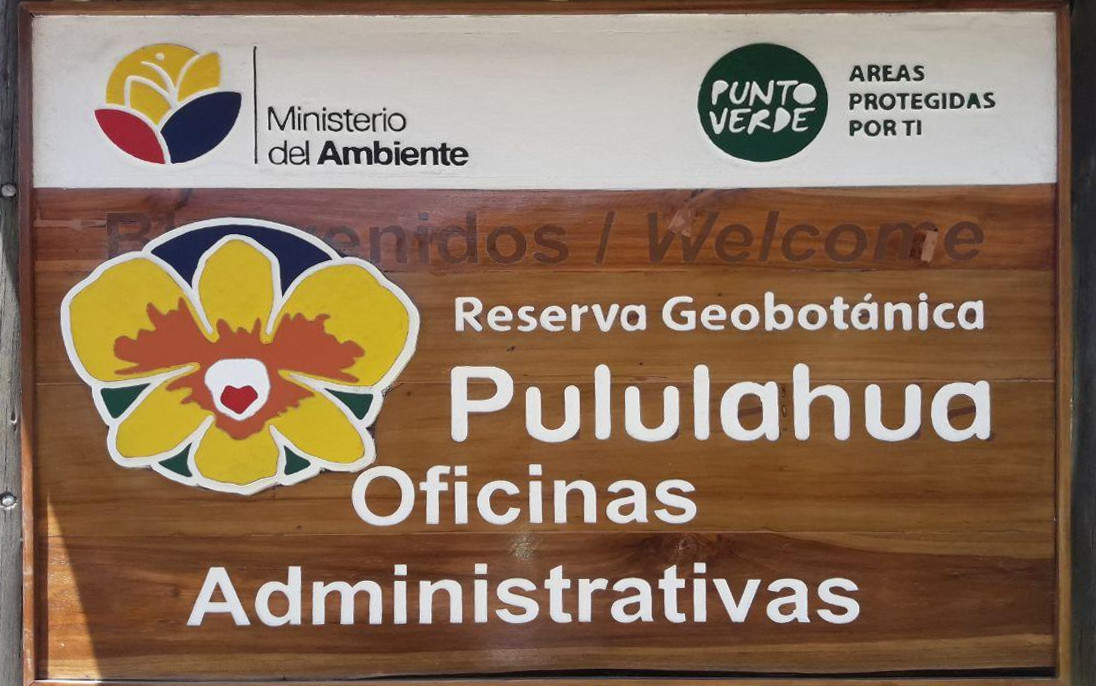
Cartel de bienvenida

## Toponimia

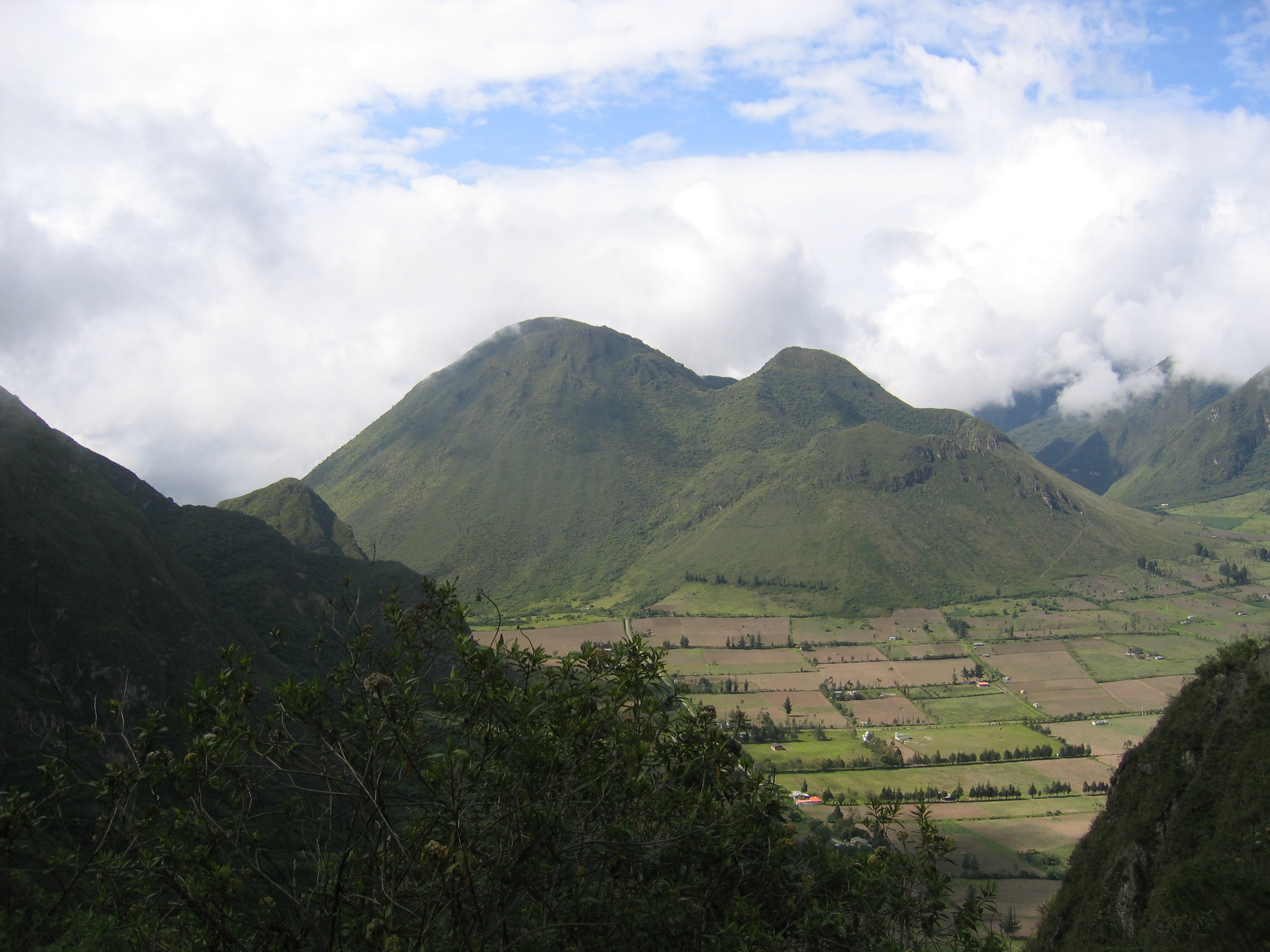
Cerro Pondoña (izquierda) y Rumiloma (derecha).

Pululahua significa en quichua «roca que echa espumarajos», del cakchiquel pulu ti ("echar espumarajo, hervir") y el poconchí away ("roca").

## Historia
La zona estuvo poblada por incas cuyas tierras pasaron en 1825 a monjes dominicos. Desde finales del siglo XIX era uno de los centros de producción de cal y madera principalmente utilizados para construir en Quito viviendas. También se utilizaron después como potreros, para pastorear cabras y ovejas, y para la agricultura.
En 1905, con la Revolución Liberal, la hacienda fue confiscada a los Dominicos para ser entregada a la Asistencia Social que, a su vez, la arrendó a particulares para que continuaran las explotaciones de cal, agrícolas y ganaderas.
El 8 de enero de 1966 se declara Parque Nacional mediante Decreto Supremo n.º 194. Fue el primero dentro del territorio continental del país. Posteriormente se cambió su categoría a la de Reserva Geobotánica mediante Decreto n.º 2559 el 17 de febrero de 1978. Los límites definitivos se establecen el 17 de abril de 1985 mediante Acuerdo Ministerial n.º 127, respetándose las tierras adjudicadas por el IERAC.
Fue declarada como Reserva por su condición geológica y gran diversidad biológica con aproximadamente 2000 especies vegetales, gran diversidad de aves, mamíferos e insectos de exótica apariencia.

## Paisaje
Descripción de la Zona: Volcán apagado de la Era Cuaternaria formado por una caldera semidestruida con 3 elevaciones: Pondoña, Chivo, y Pan de Azúcar. Últimas erupciones hace 2500 y 2200 años.
- Área: 3383 ha (8359 acres)
- Rango Altitudinal: 1600–3356 m s. n. m. (5906–11011 pies)

### Flora y fauna
Flora
- Helecho (Pteridium aquilinum)
- Orquídea (Cattleya maxima)
- Bromelia (Tillandsia usneoides)
- Sigse (Cortaderia nitida)
- Uña de gato (Mimosa quitensis)
- Arrayán (Eugenia afzelli)

Fauna
- Rana marsupial (Gastrothecea riobambae)
- Pava de monte (Penelope montagnii)
- Murciélago (Desmodus rotundus)
- Lobo de páramo (Pseudalopex culpaeus)
- Conejo (Sylvilagus brasiliensis)
- Chucuri (Mustela frenata)
- Zorrillo (Conepatus semistriatus)

Los Andes tiene más de 2900 especies endémicas, muchas de estas se encuentran en Pululahua y por esta razón, es ahora un Reserva Geobotánica. La vegetación arbórea densa tiene una gran cantidad de musgos, helechos, líquenes, bromelias, y orquídeas.[cita requerida]
En las zonas de bosque de neblina montano en galería (1800–2000 msnm): se puede encontrar vegetación típica de esta zona como: Ficus subandina, Ficus cuatrecasana (Moraceae); guarumos (Cecropia maxima), compadre (Toxicodendron striatum), quishuar (Buddleja bullata), chalvo (Zanthoxylum fagara), pumamaqui (Oreopanax confusum) y huicundos (Tillandsia fraseri, Tillandsia omplanata).
En las zonas de bosque de neblina montano (1800–3000 msnm) se puede encontrar vegetación típica de esta zona como: palmito (Prestoea acuminata), el arrayán (Myrcianthes alaternifolia), el naranjo (Palicourea padifolia), el aguacatillo (Persea mutisii), la magnolia (Ocotea sericeae), el platanillo (Heliconia impudica), la chontilla (Cyathea pallescens), la flor de mayo (Tibouchina lepidota), los pucsi (Anturium sp.) y la moya (Chusquea subulata).
En las zonas de matorral de neblina montano rupestre (2200–2400 msnm): se puede encontrar vegetación típica de esta zona como: taglli (Pernnettya prostrata), gualicones (Psammisia sp.), sigse (Cortaderia nitida), puyas (Puya sp.), selaginelas (Selaginella sp.), licopodios o cacho venado (Lycopodium sp.) y alisos Alnus acuminata subsp. acuminata).
En las zonas de matorral semi-seco montano (2400–2600 msnm): se puede encontrar vegetación típica de esta zona como: Satureja stachyodes (Lamiaceae), tilingohembra (Arcythophyllum thymifolium), mosquera (Croton pycnanthus), yanango (Cordia latanoides), veneno de perro (Bomarea microcephala), moradilla (Altherhanthera sp.), acompañados por especies de la familia Poaceae, Bromeliaceae, Orchidaceae y varios helechos.
En las zonas de matorral húmedo montano (2400–3000 msnm): se puede encontrar vegetación típica de esta zona como: orquídeas (Elleanthus grastroglottis, Elleanthus sodiroi, Elleanthus gracillis), gualicones (Maclenia cordifolia), chilca (Baccharis teindalensis), bromelia (Pitcairnia pugnes), fucsia (Fucsia dependens) y anturio (Anthurium incurvatum).
En las zonas de Bosque siempreverde montano alto (3000–3356 msnm): se puede encontrar vegetación típica de esta zona como: palma de ramos (Ceroxylon parvifrons), tarqui (Hedyosmum luteynii), moya (Chusquea subulata), Sessea vestita (Solanaceae), Oligactis sp. (Asteraceae), Ephedra rupestris (Ephedraceae), punta lanza (Columnea strigosa) y bromelias (Tillandsia lajensis y Racinaea homostachya).
Más de quinientos años de existencia humana en el volcán han disminuido la población de la fauna. No existe un estudio formal de la fauna pero sabemos de la existencia de los siguientes mamíferos: Sciurus granatensis (ardilla), Sylvilagus brasiliensis (conejos); Mazana rufina; (murciélagos frugívoros), Lycalopex culpaeus (zorro culpeo), el puma (león de montaña), Tremarctos ornatus (Oso Andino), Dasypus Novemcinctus (armadillo), Mustela frenata (Comadreja).
También hay una gran variedad de insectos incluyendo una numerosa representación de bellas mariposas, y algunos reptiles y anfibios tales como: Leimadophis albivendris (Boa), Proctoporus unicolor ( Lagartija), Pholidobulus ( Lagartija), y Gastrotheca sp ( Sapo verde).
Se encuentra numerosas aves tales como: Penelope montagnii (Pava de monte), Columba fasciata (Torcaza), Zenaida auriculata (Tórtola), Rupicola peruviana (Gallo de la roca), Pharomachrus sp. ( Guajalito), Buteo polyosoma (Guarro), Stretotoprocne zonaris ( Vencejo-Cóndor), Zonootrichia capensis (Gorrión).

### Clima
- Temperatura: a 27º
- Precipitación Anual: entre 500 y 3000 mm

## Tránsito
Los caminos dentro de la reserva son de tercer orden y estrechos.

## Atracciones
Hacienda Pululahua: hacienda construida por los españoles en 1825 y fue manejada por los Padres Dominicos. Ellos estuvieron a cargo de la explotación de las abundancias de esta caldera hasta 1905. Las personas que ahora son ancianas y que son descendientes de esta época cuentan que los indios trabajaban conjuntamente para obtener recursos.
El Pondoña: es un domo de lava formado en una erupción 500 años después de que el volcán colapsó. También hay un pequeño cráter en la cima oriental (frontal) parte de la cúpula. Esta cima tiene un sendero que da acceso a la zona de la colina trasera. Las vistas desde esta cima son fabulosas. El sendero que lleva a su cima pasa por una colina que se encuentra cubierta de Epidendrum quitensium.
El Chivo: se trata de un pequeño domo de lava en la parte sur del cráter, que termina en una pequeña cima. Hay un sendero con acceso a la cumbre donde hay espacio para dos carpas de campaña. El sendero comienza en el área de los tanques de agua para la comunidad. También hay un sendero que continúa hacia el sur, sin subir al Chivo, hasta llegar a las cuencas hidrográficas. Aquí encontrará muchos tanques de agua utilizados para atrapar el agua de montaña que se condensa en el bosque nublado. Por favor, no ensuciar el agua, tenga cuidado de no causar ningún daño a este frágil ecosistema y zona de recolección de agua.
Los Hornos de Cal: la extracción de carbonato de calcio o cal fue la principal actividad económica y la más recordada por los antiguos pobladores de la zona. Ellos cuentan que muchísima gente trabajaba en este oficio, era como la fiebre del oro ya que el valor de la cal era muy alto. Los antiguos, como Don Miguel Chipantaxi, aún cuentan que la cal salía dos veces al día, una vez en la madrugada, y otra vez a mediodía. Toda la cal se cargaba a lomo de mula y se transportaba hasta San Antonio. Cada horno producía 20 a 40 sacos de cal por día, lo que significa que manadas de diez a veinte mulas transitaban por la caldera todos los días. Hasta ahora hemos encontrado doce hornos de piedra caliza en la zona del Pululahua. Estas son estructuras de roca de altura de 3 a 5 m de altura y tienen un diámetro interior de 1,5 a 2 metros, se parecen a una chimenea redonda. La piedra caliza era minada y retirada de las paredes, luego era transportada por mulas al horno. El horno era cargado con varias capas de madera y piedra caliza, luego el fuego era iniciado por la parte baja del horno. El fuego ayudaba a consumir los materiales inorgánicos y a purificar el carbonato de calcio. El horno permanecía encendido todo el tiempo, y la cal pura descendía al fondo donde era colectada en fundas después de un período de enfriamiento. Cuando una capa de madera se consumía, todas las otras capas descendían rompiendo la piedra caliza contra las rejas de metal en el fondo del horno. A este punto se cargaba más capas de piedra y madera para mantener el horno encendido. La cal fue utilizada en la construcción de las iglesias y del Quito colonial. La cal se mezclaba con agua y un adhesivo para hacer una pintura utilizada para el blanqueamiento, esta pintura también es utilizada en la actualidad. Casi todas las paredes del actual Quito colonial están pintadas de blanco con este material. Cal también se mezclaba con arena, agua y arcilla para hacer un material utilizado para unir las rocas; algo similar al cemento. Por esta razón la cal también fue utilizada para la construcción de paredes de roca. La importancia de estos materiales básicos de construcción, para una creciente ciudad como Quito, hizo que la cal sea muy importante y costosa.

### Actividades
Cabalgatas, caminatas, y ciclismo de montaña son las actividades más populares en volcán Pululahua. El cráter de este volcán extinto ofrece muchos senderos donde se encuentran diferentes ecosistemas desde el páramo, hasta el bosque nublado. La mayoría de estos senderos han sido transitados desde hace 1000 años por los antiguos habitantes de esta región empezando con los Yumbos, los Caranquis, los Incas, y también los españoles quienes construyeron la Hacienda Pululahua.
Al interior, al centro del volcán Pululahua entre el domo Pondoña y El Chivo, existen unas piedras grandes alineadas con la forma del domo "el chivo" que indican la posición del sol en solsticio 21 de diciembre, al salir el sol por el sector, indican el conocimiento ancestral de las tierras de la mitad, según Boris Ullauri M. estudio arqueoastronómico 2012.
El sitio arqueológico más importante de los Yumbos se encuentra en Tulipe que está a 29 km al sudoeste del Pululahua. Este lugar está conectado con el cráter por senderos que cruzan por las reservas de Maquicupuna y Santa Lucía. Los Caranquis también se encontraban muy cerca del cráter a unos 15 km hacia el Noreste en donde se encuentra una pirámide en el área de Alance. Esta pirámide está conectada al Pululahua por caminos antiguos que van al filo del Río Guallabamba. Los Incas también usaron estos caminos conocidos como Culuncos para infiltrarse hacia los territorios Yumbos y Caranquis. Los españoles utilizaron los Culuncos en sus múltiples expediciones para conquistar los territorios Yumbos y la provincia de Esmeraldas. Muchos de estos caminos antiguos están en uso hasta el presente y algunos de estos senderos han sido destruidos por la construcción de carreteras.